# 智利国家历史博物馆
智利国家自然历史博物馆（西班牙語：Museo Histórico Nacional）位于智利首都圣地亚哥武器广场北側，是智利的三个国家博物馆之一（另外两个是美术博物馆和国家自然历史博物馆），成立於1911年5月2日。

## 建築
建築建於1804年至1807年之間，最初是皇家審問宮的所在地。1818年，建築被智利第一任最高執政長官貝爾納多·奧希金斯指定為總督府，並命名為“獨立宮”。1969年，建築被宣佈為國家紀念碑。後來移交到了國家歷史博物館的手中，博物館在1978年至1982年期間對其進行了修復；1982年，建築正式成為博物館所在地。博物館展示了智利歷史人物的肖像畫、書信、日用品等，以展示後殖民時期的歷史。

## 外部連結
- Official National History Museum website （页面存档备份，存于）

33°26′13″S 70°39′2″W / 33.43694°S 70.65056°W